# Тунель під Євфратом
32°32′11″ пн. ш. 44°24′54″ сх. д. / 32.5363° пн. ш. 44.415° сх. д.
Тунель під Євфратом — тунель завдовжки 929 м, що був побудований під річкою Євфрат, щоб сполучити дві частини міста Вавилон у Месопотамії.
Вважається першим у світі підводним тунелем.
Археологи вважають, що він був побудований у 2180–2160 роках до н. е..
Інші підводні пішохідні тунелі не будувалися до 1824 року до н. е., коли Марк Брюнель побудував тунель під Темзою.

## Характеристики
Будівництво почалося зі спорудження тимчасової греблі через Євфрат та проводилося відкритим способом.
Тунель був розміром 3,7 м заввишки та 4,6 м завширшки. 
Ймовірно, що його використовували пішоходи та колісниці, запряжені кіньми. 
З одного боку він був сполучений із храмом Мардука, а на іншому березі річки — з царським палацом. 
Імовірно, він був обкладений цеглою та гідроізольований за допомогою асфальту.

## Опис
Опис будівництва та використання тунелю царицею Семірамідою дає Діодор (фл. 50 рік до н. е.) в «Історичній бібліотеці».
Філострат (помер в 250 р.) також описує будівництво тунелю в «Життя Аполлонія Тіанського».